# Dinilysia patagonica
Dinilysia (il ci nome significa "terribile anilio") è un genere estinto di serpente vissuto nel Cretaceo superiore, circa 90 milioni di anni fa (Coniaciano), in quella che è oggi l'Argentina, Argentina.

## Descrizione
Lungo circa tre metri, questo serpente primitivo possedeva già la maggior parte delle caratteristiche dei serpenti attuali. Il cranio era piuttosto primitivo, ma l'orecchio medio possedeva alcune caratteristiche riscontrabili in alcune forme dei giorni nostri, come Xenopeltis unicolor. In ogni caso, il corpo allungato era molto simile a quello dei pitoni primitivi.

## Classificazione
Non è chiaro a quale gruppo di serpenti si debba attribuire Dinilysia. Di certo questa forma, classificata in una famiglia a sé stante, rappresenta uno dei più antichi serpenti noti per il quale sia ben conosciuto gran parte dello scheletro; la contemporanea presenza di elementi evoluti e primitivi, però, ha finora impedito ai paleontologi di essere concordi riguardo alle parentele di questo animale. Alcuni hanno ipotizzato che questo serpente potesse essere ancestrale ai boidi, altri hanno visto Dinilysia come uno dei più antichi serpenti veri e propri, escludendo le forme dotate di zampe come Pachyrhachis.

## Stile di vita
La dinilisia, probabilmente, viveva in un ambiente rigoglioso e forse era un animale parzialmente arboricolo, al contrario della maggior parte dei serpenti primitivi. Probabilmente dava la caccia a piccoli animali come rettili squamati, mammiferi primitivi e forse anche uccelli enantiorniti.